# أليسون جولي
أليسون جولي (بالإنجليزية: Allison Jolly)‏ هي متسابقة يخت أمريكية، ولدت في 4 أغسطس 1956 في سانت بيترسبرغ في الولايات المتحدة.

## وصلات خارجية
- أليسون جولي على موقع الاتحاد الدولي للملاحة الشراعية (موقع جديد) (الإنجليزية)
- أليسون جولي على موقع الاتحاد الدولي للملاحة الشراعية (موقع قديم) (الإنجليزية)
- أليسون جولي على موقع اللجنة الأولمبية الدولية (الإنجليزية)
- أليسون جولي على موقع أوليمبيديا (الإنجليزية)
- أليسون جولي على موقع قاعة فلوريدا للمشاهير الرياضية (الإنجليزية)